# Neuromorpher Prozessor
Ein neuromorpher Prozessor (englisch: neuromorphic processor unit; NPU) – auch als neurosynaptischer Prozessor (englisch: neurosynaptic processor unit), kurz Neuralprozessor (aus dem englischen Neural Processing Unit entlehnt) oder auch KI-Prozessor bezeichnet – ist ein Prozessor, dessen Architektur auf Neuromorphing basiert.

## Anwendung
Neuromorphe Prozessoren sind Turing-vollständig und damit universell programmierbar. Sie eignen sich jedoch besonders für Aufgaben in der Mustererkennung und -analyse.
Typische Algorithmen dienen dem Aufbau von Convolutional Neural Networks (CNNs), Liquid State Machines (LSMs), Restricted Boltzmann Machines (RBMs) oder Hidden-Markov-Modellen (HMMs), sowie der Looming-Erkennung, der Schätzung von spektralen Leistungsdichten und dem Temporal Pattern Matching.

## Vorteile
Neuromorphe Prozessoren unterliegen – im Gegensatz zur Von-Neumann- und der Harvard-Architektur – nicht dem Von-Neumann-Flaschenhals. Sie sind besonders gut skalierbar.
Da neuromorphe Prozessoren fehlertolerant sind, können neuromorphe Prozessoren mit einer höheren Fehlerquote gefertigt werden. Dies ermöglicht es z. B. größere Prozessoren bei geringerer Ausschuss-Quote zu fertigen.
Ein weiterer Vorteil ist der geringere Energieverbrauch, da die einzelnen Neuronen ereignisgesteuert arbeiten und daher nur gelegentlich Energie benötigen. Des Weiteren eignen sie sich zum Ansteuern von neuromimetischen Chips, welche in Gehirn-Computer-Schnittstellen zum Einsatz kommen.

## Nachteile
Neuromorphe Prozessoren haben gegenüber Von-Neumann-Prozessoren den Nachteil, dass die Darstellung von Zahlen und genaue mathematische Berechnungen nur mit hohem Aufwand möglich sind. Dies kann allerdings ausgeglichen werden, da neuromorphe Prozessoren mit herkömmlichen Prozessoren zusammenarbeiten können.
Zudem müssen auf die Hardware optimierte Programmiersprachen, Compiler und Betriebssysteme erst entwickelt werden.

## Implementierungen
- BrainScaleS (Human Brain Project)
- Neurogrid (Stanford University)
- Zeroth (Qualcomm)
- TrueNorth (IBM)

## Einzelbelege
1. ↑  
KI-Prozessoren: Warum die neuen Chips die Zukunft sind – PC Magazin, am 21. Februar 2018
2. ↑  
Steve K. Esser, Alexander Andreopoulos, Rathinakumar Appuswamy, Pallab Datta, Davis Barch, Arnon Amir, John Arthur, Andrew Cassidy, Myron Flickner, Paul Merolla, Shyamal Chandra, Nicola Basilico, Stefano Carpin, Tom Zimmerman, Frank Zee, Rodrigo Alvarez-Icaza, Jeffrey A. Kusnitz, Theodore M. Wong, William P. Risk, Emmett McQuinn, Tapan K. Nayak, Raghavendra Singh, Dharmendra S. Modha: Cognitive Computing Systems: Algorithms and Applications for Networks of Neurosynaptic Cores. (PDF) IBM Research (Almaden), IBM Research (Indien), University of California, Merced, abgerufen am 8. August 2014 (englisch).
3. ↑  
Brain Power. IBM Research, abgerufen am 8. August 2014 (englisch).